# Gibsonburg
Gibsonburg és una població dels Estats Units a l'estat d'Ohio. Segons el cens del 2000 tenia 2.506 habitants.

## Demografia
Segons el cens del 2000, Gibsonburg tenia 2.506 habitants, 949 habitatges, i 661 famílies. La densitat de població era de 388,6 habitants per km².
Dels 949 habitatges en un 35,1% hi vivien nens de menys de 18 anys, en un 55,3% hi vivien parelles casades, en un 9,5% dones solteres, i en un 30,3% no eren unitats familiars. En el 27% dels habitatges hi vivien persones soles el 15,8% de les quals corresponia a persones de 65 anys o més que vivien soles. El nombre mitjà de persones vivint en cada habitatge era de 2,57 i el nombre mitjà de persones que vivien en cada família era de 3,13.
Per edats la població es repartia de la següent manera: un 27,5% tenia menys de 18 anys, un 7,5% entre 18 i 24, un 29,6% entre 25 i 44, un 18,6% de 45 a 60 i un 16,9% 65 anys o més.
L'edat mediana era de 36 anys. Per cada 100 dones de 18 o més anys hi havia 89,9 homes.
La renda mediana per habitatge era de 40.986 $ i la renda mediana per família de 49.044 $. Els homes tenien una renda mediana de 36.121 $ mentre que les dones 22.212 $. La renda per capita de la població era de 17.482 $. Aproximadament el 5,3% de les famílies i el 6,5% de la població estaven per davall del llindar de pobresa.

## Poblacions més properes
El següent diagrama mostra les poblacions més properes.